# Hållbar konsumtion
Som ett komplement till produktion och dess processer är hållbar konsumtion av resurser och energi ett försök att tillämpa begreppet ”kontinuitet” - för att tillgodose både nuvarande och framtida mänskliga generationers behov. Hållbar konsumtion förutsättes då också omfatta effektivitet, infrastruktur och avfall, såväl som tillgång till grundläggande tjänster, rättvisa arbeten och en bättre livskvalitet för alla. Den delar ett antal gemensamma funktioner med, och är nära kopplad till, termerna hållbar produktion och hållbar utveckling. Hållbar konsumtion som en del av en hållbar utveckling är en förutsättning för globala åtgärder mot hållbarhetsutmaningar som klimatförändringar, resursutarmning, svält eller miljöföroreningar.
Hållbar konsumtion är i sin tur beroende av förutsättningar som, 
- effektiv användning av resurser och minimering av avfall och föroreningar,
- användning av förnybara resurser inom deras kapacitet för förnyelse,
- optimala produktlivscykler,
- god intern och extern samverkan.

## Oslo-definitionen
Den definition som föreslogs vid Oslo Symposium 1994 om hållbar konsumtion definierar begreppet som "användningen av tjänster och relaterade produkter som svarar för grundläggande behov och ger en bättre livskvalitet samtidigt som användningen av naturresurser och farliga material, samt utsläpp av avfall och föroreningar under livscykeln för tjänsten eller produkten, minimeras för att inte äventyra kommande generationers behov."

## Förutsättningar för hållbar konsumtion
För att uppnå en hållbar konsumtion krävs både en ökad konsumtionseffektivitet och en förändring av konsumtionsmönster. Här stöder tekniska förbättringar och ekologisk effektivitet en nödvändig minskning av resursförbrukningen. Starka hållbara konsumtionsstrategier tillvaratar också den sociala dimensionen av välbefinnande och bedömer behovet av förändringar utifrån ett riskminimerande perspektiv.
En stark hållbar konsumtion kräver förändringar i infrastrukturer och de val kunderna har. Young et al. identifierade brist på tid för forskning, höga priser, brist på information och den kognitiva ansträngning som behövs som de viktigaste hindren för konsumenterna att göra "gröna" konsumtionsval.

## Konferenser och program
- 1992 - Vid United Nations Conference on Environment and Development (UNCED) fastställdes begreppet hållbar konsumtion i kapitel 4 i Agenda 21.[8]
- 1994 - Symposium för hållbar konsumtion i Oslo
- 1995 – Hållbar konsumtion begärdes av UN Economic and Social Council (ECOSOC) att införas  i FN:s riktlinjer för konsumentskydd.
- 1997 - En stor rapport om hållbar konsumtion producerades av OECD.[9]
- 1998 - United Nations Environment Program (UNEP) startade ett program för hållbar konsumtion och diskuteras i the Human Development Report of the UN Development Program (UNDP).[10]
- 2002 - Ett tioårigt program om hållbar konsumtion och produktion skapades i planen för genomförande vid World Summit on Sustainable Development (WSSD) i Johannesburg.[11]
- 2003 - "Marrakesh-processen" utvecklades genom samordning av en serie möten och andra processer med flera intressenter av UNEP och UNDESA efter WSSD.[12]